# West Peak
West Peak är en bergstopp i Antarktis. Den ligger i Östantarktis. Nya Zeeland gör anspråk på området. Toppen på West Peak är 155 meter över havet.
Terrängen runt West Peak är kuperad. Havet är nära West Peak åt sydväst. Trakten är obefolkad. Det finns inga samhällen i närheten. 